# Zvonice (Baliny)
Zvonice stojí na katastrálním území Baliny v okrese Žďár nad Sázavou v Kraji Vysočina. Jedná se o výraznou rustikální stavbu z 19. století, která byla v roce 1970 zapsána do Ústředního seznamu kulturních památek České republiky.Číst

## Historie
Zvonice vznikla pravděpodobně na začátku 19. století. V roce 2017 byla zvonička opravena a k příležitosti sedmi set letého výročí založení obce Baliny byla znovu vysvěcena.

## Popis
Zvonice je zděná omítaná stavba na půdorysu čtverce se stanovou střechou, na jejímž vrcholu je čtyřboká dřevěná zvonice zakončena stanovou stříškou. V průčelí je prolomen pravoúhlý vchod, nad kterým je malý výklenek se segmentovým zakončením. Boční fasáda je hladká. Při rekonstrukci byly opraveny krovy, plechová střecha nahrazena šindelem. Nevhodná brizolitová omítka nahrazena omítkou vápennou. Betonový venkovní schod byl nahrazen kamenným. 

### Interiér
V interiéru je dřevěný plochý strop, který byl sanován a opatřen novým nátěrem. Betonová podlaha byla nahrazena podlahou z pálených cihel.